# Paracrangonyx compactus
Paracrangonyx compactus is een vlokreeftensoort uit de familie van de Paracrangonyctidae. De wetenschappelijke naam van de soort is voor het eerst geldig gepubliceerd in 1882 door Charles Chilton.